# Dichostemma glaucescens
Dichostemma glaucescens là một loài thực vật có hoa trong họ Đại kích. Loài này được Pierre mô tả khoa học đầu tiên năm 1896.